# Jun'ichi Ishida
Jun'ichi Ishida (石田 純一 Ishida Jun'ichi?, nacido 14 de enero de 1954 como Tarō Ishida (石田 太郎?)) es un actor y personalidad de la televisión japonés de Tokio. Está casado con la golfista profesional Riko Higashio. Él está actualmente afiliado con Sky Corporation.

## Filmografía seleccionada

### Película
- Against (1981)[1]
- Mikan no Taikyoku (未完の対局?) (1982)[1]
- Shosetsu Yoshida Gakko (小説吉田学校?) (1983)[1]
- Ai to Heisei no Iro Otoko (愛と平成の色男?) (1989)[1]
- The Aurora (海のオーロラ?) (2000)[1]

### Televisión
- Marco Polo (1982-1983) TBS
- The Cowra Breakout (1984)
- Tokyo: The Last Megalopolis (1988)

## Libros
- Koshinsha, ed. (2000). 落ちこぼれのススメ. Japón. ISBN 978-4877610395.
- Gentosha Inc., ed. (2006). The Day In My Life. Japón. ISBN 978-4344010994.